# ВЛ81
ВЛ81 — экспериментальный грузовой электровоз переменного тока с опорно-рамным подвешиванием тяговых электродвигателей (ТЭД) и усовершенствованной системой вентиляции, созданный на основе локомотива ВЛ80. Выпущен в 1976 году на Новочеркасском электровозостроительном заводе (НЭВЗ) в количестве одной единицы — ВЛ81-001.
Номинальное напряжение — 25 кВ.

## Конструкция
Кузов электровоза ВЛ81 представляет собой схожий по типу кузов электровоза ВЛ80Т, но со значительными изменениями, которые связаны с применением некоторых новинок электрического оборудования и подвешиванием тяговых электродвигателей. Длина кузова такая же, как и у электровоза ВЛ83. Отличием является лишь то, что кузов ВЛ81 в рессорном подвешивании имеет только цилиндрические пружины, а фрикционные гасители колебаний установлены параллельно буксовым пружинам. Диаметр колёс составляет 1250 мм, общая колёсная база секции 10 400 мм, колёсная база тележек 2700 мм. Рессорное подвешивание имеет статический прогиб, прогиб первой ступени равен 55,8 мм, второй ступени 73,5 мм. Так же как и на электровозе ВЛ83, применены наклонные тяги, которые служат для передачи тормозного и тягового усилия.
Основными элементами тягового привода являются полая цапфа с подшипниковым узлом, односторонний одноступенчатый прямозубый редуктор, муфта с упругими элементами и деталей, которые используются при крепление муфты к колесному центру и центру зубчатого колеса. Редуктор имеет передаточное число 65:22=2,955, модуль шестерён и зубчатых колес равен 14.

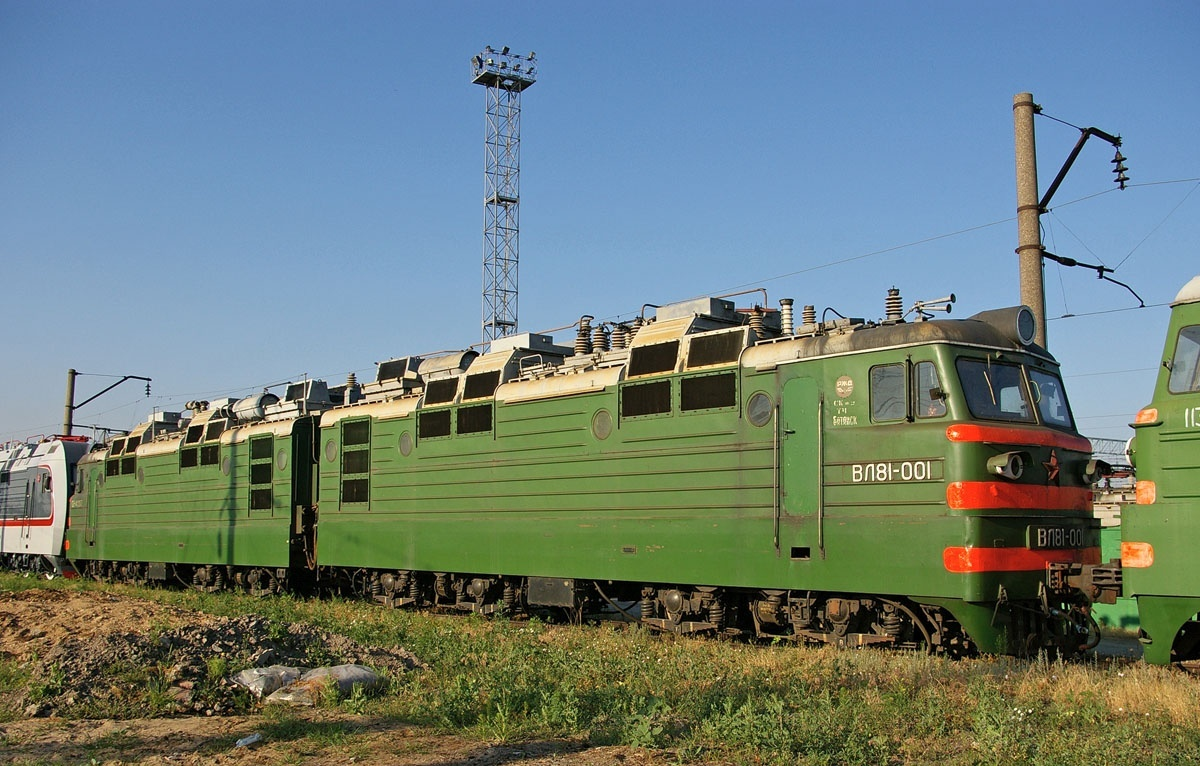
Электровоз ВЛ81-001, депо Батайск

Электровоз ВЛ81 в своей конструкции имеет электродвигатели НБ-507 с компенсационными обмотками. Этот электродвигатель является шестиполюсным, коллекторным. На главных полюсах имеется изоляция «Монолит −2», на остальных полюсах присутствует полиамидная изоляция. Электродвигатель имеет массу 4700 кг, якорь имеет максимальную частоту вращения — 1570 об/мин.
На электровозе установлены: главный выключатель (ВОВ-25-4М), главный контроллер (ЭКГ-8Ж), выпрямительная установка (ВУК-4000Т) и ряд вспомогательных машин и аппаратов таких же как и на электровозе ВЛ80Т; электрическая схема данного электровоза в основном сохранена. На электровозе ВЛ81 установлен трансформатор ОДЦЭ-5000/25В который в отличие от установленного на электровозе ВЛ80Т трансформатора ОДЦЭ-5000/25Б имеет расположенные в два ряда радиаторы масляного охлаждения.
Электровоз ВЛ81 имеет современную совмещенную систему вентиляции, которая уменьшает потери напора на охлаждение трансформатора, выпрямительных установок и сглаживающих реакторов, тяговых электродвигателей, а также уменьшает расход воздуха. Благодаря этому электровоз ВЛ81 на вентиляцию затрачивает 8 % от общих затрат энергии, а у электровозов других типов этот показатель равен 18 %.
При продолжительном режиме работы КПД электровоза равен 0,86; масса электровоз равна 200 т, а коэффициент мощности равен 0,855.
На электровозе ВЛ81 установлен реостатный тормоз, у которого мощность тормозных резисторов составляет 7400 кВт, а при скорости 80 км/ч сила торможения равняется 324 кН (33 000 кгс).
По сравнению с электровозом ВЛ80Т электровоз ВЛ81 имеет гораздо большую силу тяги и мощность (при конструктивной скорости на 20 % более высокую мощность, а при часовом режиме соответственно 13,8 и 15 %).

## Эксплуатация
В 1977 году после предварительных оценок динамических качеств и наладочных испытаний системы вентиляции, электровоз ВЛ81 поступил в эксплуатацию в депо Батайск. Тележки с опорно-рамным подвешиванием после проведения их испытания были заменены тележками с опорно-осевым подвешиванием тяговых электродвигателей. Вместо тягового двигателя НБ-507 был установлен тяговый двигатель НБ-418К6 (от электровоза серии ВЛ80Т). Пройдя все эти замены, электровоз вернулся в эксплуатацию.
В июне 2008 года находился в нерабочем состоянии на тракционных путях депо Батайска. До этого эксплуатировался в поездной работе. Из работы исключен по причине возгорания трансформатора.